# Видовданка
Видовданка је антропоморфна фигурина, један од најлепших примерака винчанске пластике. Откривена је на Видовдан 1930. године, по чему је и добила име, на локалитету Винча - Бело брдо. Налазила се на дубини од 6,2 m. 
Направљена је од печене глине, а површина је полирана.
Ово је женска фигурина, без наглашених индивидуалних црта. Лице је петоугаоно, истакнуте су крупне бадемасте очи и пластичан нос, што је типичан пример винчанске маске. Присутни су остаци црвене боје.
Видовданка представља врхунац неолитске фигуралне пластике.
Ваза се налази у Археолошкој збирци Филозофског факултета у Београду.